# Okręg wyborczy Hartlepool
Okręg wyborczy Hartlepool powstał w 1868 r. i wysyła do brytyjskiej Izby Gmin jednego deputowanego. Okręg obejmuje miasto Hartlepool i pobliskie wsie.

## Deputowani do brytyjskiej Izby Gmin z okręgu Hartlepool
- 1868–1874: Ralph Jackson, Partia Konserwatywna
- 1874–1875: Thomas Richardson, Partia Konserwatywna
- 1875–1880: Lowthian Bell, Partia Liberalna
- 1880–1891: Thomas Richardson, Partia Konserwatywna
- 1891–1895: Christopher Furness, Partia Liberalna
- 1895–1900: Thomas Richardson, Partia Konserwatywna
- 1900–1914: Christopher Furness, Partia Liberalna
- 1914–1918: Walter Runciman, Partia Konserwatywna
- 1918–1922: William Gritten, Partia Konserwatywna
- 1922–1924: William Jowitt, Partia Liberalna
- 1924–1929: Wilfrid Sugden, Partia Konserwatywna
- 1929–1943: William Gritten, Partia Konserwatywna
- 1943–1945: Thomas George Greenwell, Partia Konserwatywna
- 1945–1959: David Thomas Jones, Partia Pracy
- 1959–1964: John Simon Kerans, Partia Konserwatywna
- 1964–1992: Edward Leadbitter, Partia Pracy
- 1992–2004: Peter Mandelson, Partia Pracy
- 2004– : Iain Wright, Partia Pracy